# Манчестерский музей
Манчестерский музей (англ. The Manchester Museum) — музей археологии, естествознания и антропологии в составе Манчестерского университета.
Один из крупнейших университетских музеев Великобритании. Создан в 1867 году на основе музейного собрания Манчестерского общества естествознания. Музейный фонд по состоянию на 2010 год — около 6000 экспонатов.